# Yeongdeungpo-gucheong (metropolitana di Seul)
Yeongdeungpo-gucheong (영등포구청역 - 永登浦區廳譯, Yeongdeungpo-gucheong-yeok), chiamata in inglese Yeongdeungpo-gu Office Station è una stazione della metropolitana di Seul e funge da punto di interscambio fra la linea 2 e la linea 5 della metropolitana di Seul. La stazione si trova nel quartiere di Yeongdeungpo-gu, nel centro di Seul.

## Linee
Seoul Metro
● Linea 2 (Codice: 236)
 SMRT
● Linea 5 (Codice: 523)

## Struttura
Entrambe le linee sono sotterranee. La linea 5 si trova al quinto piano interrato, mentre la linea 2 al secondo, mentre il mezzanino si trova al quarto piano sotterraneo (i piani -1, -2 e -3 sono adibiti a parcheggio). Entrambe le linee possiedono marciapiedi laterali protette da porte di banchina. Essendo la linea 2 una linea circolare, i binari vengono designati come "circolare interna" e "circolare esterna".
Linea 2
| Circ. interna | ● Linea 2 | per Dangsan, Hongdae-ipgu, Sinchon e Chungjeongno |
| Circ. esterna | ● Linea 2 | per Sindorim, Daerim, Sadang e Gyodae             |

Linea 5
| Direzione Sangil-dong/Macheon | ● Linea 5 | per Yeouido, Jongno 3-ga, Sangil-dong e Macheon |
| Direzione Banghwa             | ● Linea 5 | per Omokgyo, Gimpo Aeroporto e Banghwa          |

## Stazioni adiacenti
| «          | Servizio | »                    |
| Linea 2    | Linea 2  | Linea 2              |
| ---------- | -------- | -------------------- |
| Mullae     | -        | Dangsan              |
| Linea 5    |          |                      |
| Yangpyeong | -        | Yeongdeungpo Sijeong |